# Mary Jo Deschanel
Mary Jo Deschanel (* 1945 in Los Angeles, Kalifornien als Mary Josephine Weir) ist eine US-amerikanische Schauspielerin.

## Leben
Mary Jo Deschanel wurde als Mary Josephine Weir in Los Angeles geboren. Ihren ersten Auftritt in einem Film hatte sie 1983 in Der Stoff, aus dem die Helden sind, bei dem ihr Mann, Caleb Deschanel, Kameramann war. Ihre nächste Filmrolle hatte sie 1984 als Betty Fernandez im Film 2010: Das Jahr, in dem wir Kontakt aufnehmen. 1989 trat sie in einer Folge der nach einer Idee von Steven Spielberg entwickelten Fernsehserie Unglaubliche Geschichten auf. Zwischen 1990 und 1991 war sie in insgesamt elf Folgen der Serie Twin Peaks als Eileen Hayward sowie in dem darauffolgenden Film zu sehen. Nach einem Gastauftritt in JAG – Im Auftrag der Ehre folgte 2000 die Rolle der Mrs Howard in Der Patriot. In den folgenden Jahren nahm sie Gastauftritte in Law & Order: Trial by Jury und Dr. House wahr, bevor sie 2009 neben Cameron Diaz in einer kleinen Rolle im Film Beim Leben meiner Schwester zu sehen war. 2012 war sie in Ruby Sparks – Meine fabelhafte Freundin mit von der Partie.
Seit dem 8. Juli 1972 ist Mary Jo Deschanel mit dem Kameramann Caleb Deschanel verheiratet. Ihre Töchter sind die aus Bones – Die Knochenjägerin bekannte Schauspielerin Emily Deschanel und die aus New Girl bekannte Zooey Deschanel.

## Filmografie (Auswahl)
- 1983: Der Stoff, aus dem die Helden sind (The Right Stuff)
- 1984: 2010: Das Jahr, in dem wir Kontakt aufnehmen (2010)
- 1986: Unglaubliche Geschichten (Amazing Stories, Fernsehserie, Folge 1x16)
- 1989: Der Nachtfalke (Midnight Caller, Fernsehserie, Folge 2x07)
- 1990–1991: Twin Peaks (Fernsehserie, 11 Folgen)
- 1992: Twin Peaks – Der Film (Twin Peaks: Fire Walk with Me)
- 1998: JAG – Im Auftrag der Ehre (JAG, Fernsehserie, Folge 3x16)
- 2000: Der Patriot (the Patriot)
- 2005: Law & Order: Trial by Jury (Fernsehserie, Folge 1x11)
- 2007: Enttarnt – Verrat auf höchster Ebene (Breach)
- 2009: Dr. House (House, Fernsehserie, Folge 5x20)
- 2009: Beim Leben meiner Schwester (My Sister's Keeper)
- 2012: Ruby Sparks – Meine fabelhafte Freundin (Ruby Sparks)
- 2014: Twin Peaks: The Missing Pieces
- 2017: Criminal Minds (Fernsehserie, Episode 13x02)